# Torre di Roccabruna
A Torre di Roccabruna é uma torre medieval em Siena, no centro da Toscana, Itália .

## História

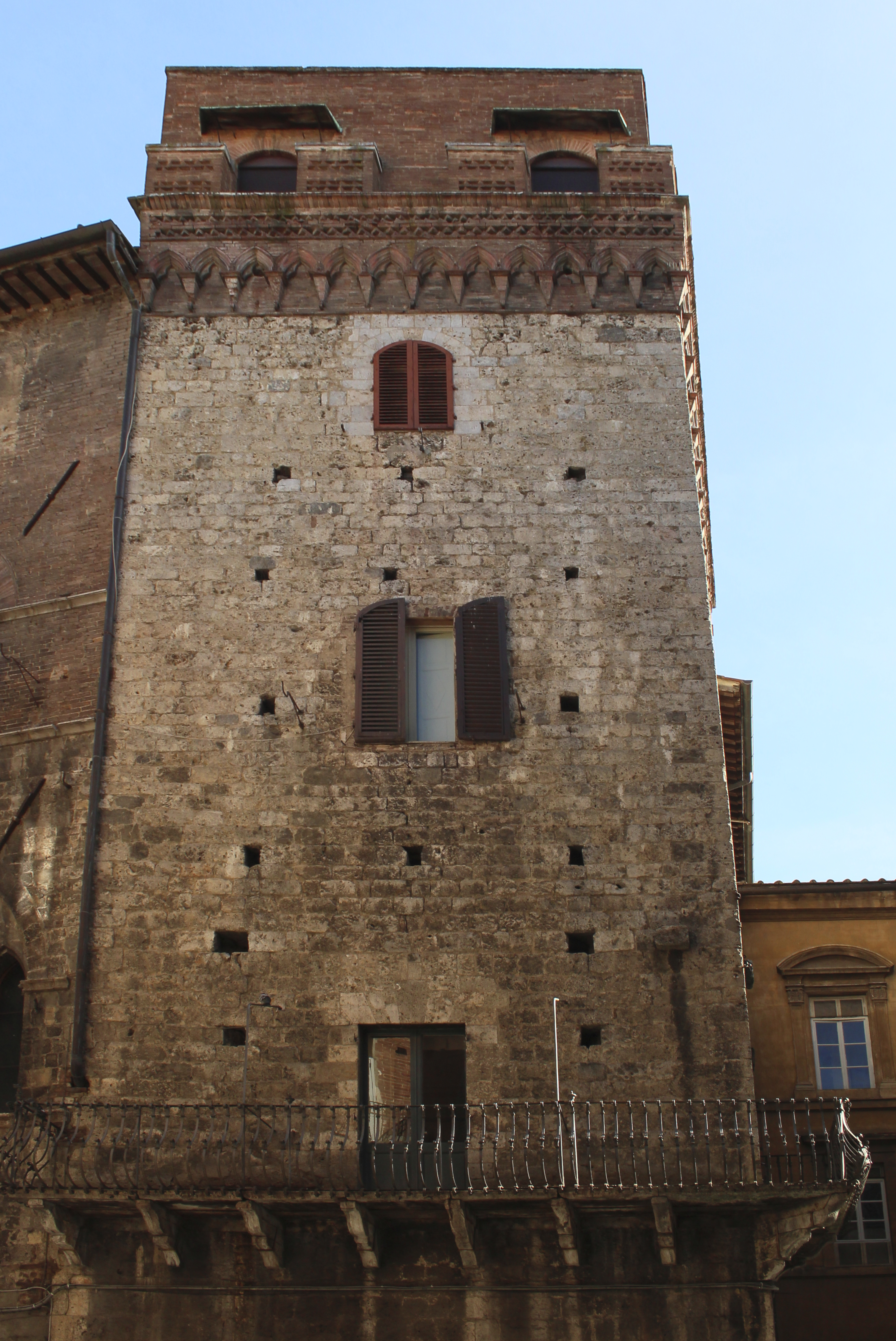
Torre di Roccabruna

Antigamente a torre Bruna ou Rocca Bruna foi uma das torres mais altas da cidade em concorrência com a torre de Mangia, localizada não muito longe da Piazza del Campo .  Como a maioria das torres de Siena, foi "encurtada"  no século XVI.  Pertenceu à família Marconi  , aos Biringucci e aos Tommasi, depois ao nobre Mino Campioni do início do século XVIII, e finalmente passou para os Sansedoni, proprietários do palácio vizinho.  Quanto à origem do nome da torre, várias hipóteses foram feitas: uma diz respeito a um possível nome antigo do vale Montone como sendo vale do Selvata Bruna.
Lendas antigas descrevem uma ligação subterrânea com Castelvecchio, Castel Montone e Camollia, que depois foi coberta com escombros e materiais de construção usados.  A vestimenta na cruz de Travaglio é inteiramente em pedra, cinza, com uma coroa ameada, afixada após o encurtamento.
Atualmente, a torre e seus apartamentos são de propriedade privada de uma nobre família de Siena e alugam para eventos e celebrações.